# 1917년 권력법
1917년 권력법(핀란드어: Valtalaki 1917)은 1917년 7월 핀란드 대공국의 토코이 원로원이 발의하여 의회에서 통과된 헌법 개정법이다.
법의 요지는, 국가의 최고 권력 소재지를 원로원(행정부)에서 의회(입법부)로 이동시키는 것이며, 동시에 러시아 공화국 임시정부에게서 외교권과 군사권을 제외한 모든 국가권력을 회수해 오는 것이었다. 당시 의회에서 단독 과반을 이루던 핀란드 사회민주당(SDP)이 법안을 주도했고, 이 법이 독립에 도움이 될 것이라고 판단한 부르주아 정당 일부도 동조했다. 하지만 칼 엔켈 등 핀란드의 반공주의자들의 요청을 받은 러시아의 케렌스키 정부가 무력을 동원하여 의회를 해산(사실상 친위 쿠데타)시킴으로써 무위로 돌아갔다. 
단독 과반 의석을 가지고도 의회정치를 통한 변혁이 좌절되자 사회민주당을 비롯한 핀란드 좌파 세력은 합법적, 비폭력적 의회투쟁에 깊은 회의를 가지게 되었다. 곧이어 치러진 1917년 선거에서 사회민주당이 단독 과반을 상실하고 야당이 되자 노동조합 중심의 급진적 노동자들은 의회주의에 환멸하게 되었다. 즉 권력법의 좌절은 핀란드 내전의 주요 원인 중 하나였다.